# Französische Männer-Feldhandballnationalmannschaft
Die französische Männer-Feldhandballnationalmannschaft vertrat Frankreich bei Länderspielen und internationalen Turnieren. Der größte Erfolg war die Silbermedaille beim Coupe de la Paix 1946. Am 15. Juni 1959 schrieb der Sport, dass die Franzosen keine Feldhandballländerspiele mehr austragen werden. Dass letzte Spiel wurde am 8. Juni 1958 gegen die Niederlande gespielt. Sie gewannen es 13 zu 11.

## Erstes Spiel
Die Fédération Française de Handball (FFHB) listet als erstes Länderspiel das Spiel gegen Luxemburg am Coupe de la Paix am 12. Mai 1946, welches sie mit 10 zu 6 gewannen.
Die heutige Fédération Française de Handball wurde 1941 gegründet. 1935 wurde schon einmal eine Fédération gegründet, welche heutzutage Fédération Française de Handball à Metz genannt wird. Diese spielte am 26. Dezember 1935 ebenfalls gegen die luxemburgische Männer-Feldhandballnationalmannschaft ihr erstes und einziges Länderspiel. Sie haben es mit 3 zu 11 verloren. Das Escher Tageblatt schrieb „Handball-Ländermatch Lothringen–Luxemburg in Metz“.
1935 schlug Frankreich A Frankreich B mit 6 zu 2 als Vorbereitung.

## Olympische Spiele
Die französische Handballnationalmannschaft nahm nicht an der einzigen Austragung, in der Feldhandball gespielt wurde, teil.
| Jahr | Austragungsort          | Teilnahme bis…  | Ergebnis        | Medaille        |
| ---- | ----------------------- | --------------- | --------------- | --------------- |
| 1936 | Berlin, Deutsches Reich | keine Teilnahme | keine Teilnahme | keine Teilnahme |

## Weltmeisterschaften
Die französische Handballnationalmannschaft nahm an drei der sieben bis 1966 ausgetragenen Feldhandball-Weltmeisterschaften teil.
| Jahr | Gastgeberland   | Teilnahme bis…   | Ergebnis                     | Rang            |
| ---- | --------------- | ---------------- | ---------------------------- | --------------- |
| 1938 | Deutsches Reich | keine Teilnahme  | keine Teilnahme              | keine Teilnahme |
| 1948 | Frankreich      | Spiel um Platz 3 | Frankreich 4 : 22 Schweiz    | 4. Platz        |
| 1952 | Schweiz         | Vorrunde         | Frankreich 0. Punkte         | 7.–9. Platz     |
| 1955 | BR Deutschland  | Spiel um Platz 7 | Österreich 11 : 7 Frankreich | 8. Platz        |
| 1959 | Österreich      | keine Teilnahme  | keine Teilnahme              | keine Teilnahme |
| 1963 | Schweiz         | keine Teilnahme  | keine Teilnahme              | keine Teilnahme |
| 1966 | Österreich      | keine Teilnahme  | keine Teilnahme              | keine Teilnahme |

## Coupe de la Paix
| Jahr | Austragungsort | Teilnahme bis… | Ergebnis                | Medaille       |
| ---- | -------------- | -------------- | ----------------------- | -------------- |
| 1946 | Frankreich     | Finale         | Frankreich 4:11 Schweiz | Silbermedaille |